# 仙北鉄道
仙北鉄道（せんぽくてつどう）は、かつて宮城県栗原郡瀬峰町（現・栗原市）の瀬峰駅と同県登米郡登米町（現・登米市）の登米駅、瀬峰駅と栗原郡築館町（現・栗原市）の築館駅を結んでいた、2つの路線からなる軽便鉄道である。1968年に全線が廃止された。
栗原郡の中心である築館町および登米郡の中心である佐沼町（現・登米市）と近郊都邑を、東北本線と連絡して米などの農産物輸送および旅客輸送を図る目的で、1921年に開業した。当初蒸気動力であり、1930年頃に軌間の762mmから1067mmへの改軌と電化なども検討されたが実現せず、気動車（ガソリンカー）の導入を経て戦後はディーゼル動力化され、最後まで非電化であった。
戦時中には、宮城県東北部における交通統合の主体となる。これにより広大な営業エリアのバス事業者となった。後に、塩釜交通、古川交通、仙台鉄道の3社を系列に収めている。後にこれら3社は合併し宮城バス（初代）となった。
鉄道末期の1964年には、仙北鉄道と宮城バス（初代）が合併し宮城バス株式会社（2代）に社名変更、同時に本社を瀬峰町から仙台市に移転する。これ以降はバス会社が鉄道を運営しているような形となり、瀬峰町には鉄道管理所が設置された。この名称から仙北鉄道が宮城バスに吸収されたように見えるが、法人格は旧仙北鉄道が継承している。当時の仙北鉄道は宮城県最大のバス路線網を持つ会社に発展していたものの、鉄道の経営状態はピークを過ぎていたため、将来バス専業会社に移行することを見越しての合併であった。鉄道線廃止時点でも、その採算自体はまだ危機的状況にまでは至っていなかった。将来の設備更新費用等を勘案すればバス化する方が輸送力増強・合理化の面から得策とした、長期的経営判断によるものであった。

## 会社組織
- 事業所及び住居表示は1970年9月時点のもの（鉄道は1968年）

### 本社
- 本社、営業部、仙台貸切営業所、不動産部 宮城県仙台市中央一丁目6-31[注釈 2]
  - （子会社）宮城サービス、東北観光[注釈 3]

### 鉄道
- 鉄道管理所 宮城県栗原郡瀬峰町下田70-2

### バス
- 仙台地区管理所・仙台営業所 宮城県仙台市昭和町3-33[注釈 4]
  - 塩釜営業所[注釈 5]、松島営業所[注釈 6]、吉岡営業所[注釈 7]
- 石巻地区管理所・石巻営業所 宮城県石巻市新東中里114[注釈 8]
  - 石巻案内所[注釈 9]、飯野川営業所、女川営業所[注釈 10]
- 気仙沼地区管理所・気仙沼営業所 宮城県気仙沼市弁天町二丁目2-3[注釈 11]
  - 気仙沼案内所[注釈 12]、津谷営業所、志津川営業所
- 佐沼地区管理所・佐沼営業所 宮城県登米郡迫町佐沼字天神前45-2[注釈 13]
  - 柳津営業所、築館営業所[注釈 14]
- 古川地区管理所・古川営業所 宮城県古川市大柿字的場138[注釈 15]
  - 涌谷営業所、中新田営業所

### その他
- 気仙沼ハイヤー営業所、仙台貨物営業所、築館貨物営業所、東京事務所

## 路線データ
廃止時点のもの。

### 登米線
- 路線距離（営業キロ）：28.6km
- 軌間：762mm
- 駅数：14駅（起終点駅含む）
- 複線区間：なし（全線単線）
- 電化区間：なし（全線非電化）
- 閉塞方式：票券閉塞式

なお、全線開業後の1924年（大正13年）に米谷浅水駅（後の米谷駅）から、志津川にいたる路線を重役会において審議決定し、運輸局に申請したが、1925年（大正14年）に不許可となり、路線延長はならなかった。
廃止後、路盤の多くが宮城バスの専用道路となったが、維持費用の負担が重荷となり現在はすべて自治体に移管されている。代替バス路線は1970年に宮城交通登米線となり、国鉄民営化の数年後まで連絡運輸を行っていた。1995年には分離子会社の宮交登米バスとなったが、新田・佐沼 - 仙台の高速バス（特急仙台 - 佐沼線）開業による利用率減少で2005年10月1日廃止、登米市民バス（ミヤコーバス受託）に引き継がれた。

### 築館線
- 路線距離（営業キロ）：12.56km
- 軌間：762mm
- 駅数：6駅（起終点駅含む）
- 複線区間：なし（全線単線）
- 電化区間：なし（全線非電化）

1923年（大正12年）、築館線の開通や栗原軌道の開業に影響された一迫町の有志による、築館線延長計画が持ち上がった。仙北鉄道は築館駅から花山村に至る路線延長を決定し、1924年（大正13年）6月7日に鉄道敷設認可を総理大臣に申請した。計画では築館 - 一迫町（真坂） - 川口 - 花山というルートだった。登米線志津川延長と同じく1925年（大正14年）3月に申請は不許可となり、路線延長計画は断念した。その後、路線権は地元有志に譲渡され「迫鉄道」として会社設立までしたが、結局建設には至らず、会社解散となり路線延長は完全に消え去った。
途中の新生園前 - 太沢間にあった葉ノ木山隧道 （北緯38度40分55秒 東経141度3分31秒 / 北緯38.68194度 東経141.05861度） は、日本の軽便鉄道では珍しく長いトンネルで、レンガ造りで全長は243mに達した。難工事であったという。このトンネルは2012年現在でも遺構として残存しているが、一部が崩落し、内部の路盤も水没している。
廃止後は路盤の多くが所々に離合所を設けた幅4mの専用道路となり、バスやトラック（定期運行）が運行されていた。瀬峰駅ではプラットホームや腕木式信号機もそのまま使用されており、バスの出入り口がホームと反対になった場合には乗客は一旦地面に降りてからホームへ登った。築館駅でも駅本屋が残されて出改札・待合所として使用されていたほか、初期には葉ノ木山隧道にもバスが通っていた。なお、現在までにすべて自治体に移管されたり消滅したりしている。
鉄道廃止後の代替輸送は仙北鉄道バスに始まり、宮城バス、宮城交通を経て、宮交栗原バスの玉沢線として、その後の会社の系譜に沿って運行されてきたが、2006年9月30日に赤字路線整理のために廃止された。廃止後は栗原市民バス（グリーン観光バス委託）に引き継がれ、鉄道開業以降続いてきた宮城交通関連会社から完全に離れることになった。

## 歴史
1912年（大正元年）に、現在の石巻線に相当する小牛田と石巻の間の鉄道路線を開設した仙北軽便鉄道は、第二期線として登米から石越を経由して築館に至る鉄道路線を敷設する構想を持っていた。これに対して、登米郡の計画線上の町村は寄付金の用意をしていたが、結局この第二期線は着工されなかった。
1914年（大正3年）に千葉胤や星廉平等が三陸軽便鉄道を立ち上げ、瀬峰から南方、佐沼、石森、宝江、上沼を結ぶ鉄道の建設を目指した。仙北軽便鉄道も第二期線の計画を瀬峰起点に変更して、国に建設許可を求める認可申請を行ったが、三陸軽便鉄道と競合するという理由で却下された。国から鉄道の敷設許可を得た三陸軽便鉄道だったが、着工されないままこの計画は消滅した。
1915年（大正4年）に宮城県知事に就任した浜田恒之助は交通機関の新設を奨励した。これに呼応して、登米郡の有志が鉄道の実現を目指して期成同盟会を結成し活動を始め、1917年（大正6年）になると登米軽便鉄道株式会社が発足した。発起人には、佐藤甚九朗、山田義三郎、仙北軽便鉄道の社長でもあった荒井泰治が名を連ねた。登米軽便鉄道は藤里村（瀬峰）から登米町に至る鉄道を計画し国に認可を求め、1918年（大正7年）にこの免許が下りた。1919年（大正8年）年初の創立発起人会を経て同年3月に創立総会が行われ、この時に仙北鉄道株式会社へと社名が変わった。
一方、築館においても鉄道の敷設を目指して期成同盟会が活動していた。登米の鉄道計画が具体化しつつあるのを知った築館の期成同盟会は、これと同時に築館への鉄道路線を実現するのが適当であると考えて、登米軽便鉄道と交渉することにし、1919年（大正8年）3月の創立総会を訪れた。この会談で仙北鉄道から善処するという回答を貰い受けた築館側は満足し、鉄道の敷設に必要となる敷地を関係町村で寄付することを申し合わせた。築館線の計画は同年5月に行われた仙北鉄道の臨時株主総会で可決され、建設が実現されることになった。
登米線は1919年（大正8年）に測量が行われ、1920年（大正9年）に着工された。1921年（大正10年）7月に瀬峰から佐沼の間が開業し、迫川への架橋や登米駅付近での岩盤掘削に時間を取られた佐沼から登米の間は同年9月に完成し、10月5日から営業を始めた。開通式は10月10日に行われ、式場として予定された登米駅と駅前広場は幔幕や紅堤燈、アーク灯で彩られたが、当日の天候が降雨だったために、登米機関庫の中で式典が行われた。また、10月10日、11日、12日が祝賀の日とされて、沿線では昼夜問わず催事が行われ、花火も打ち上がったという。登米線全線開業時点で、瀬峰、高石、佐沼、石森、水越、米谷浅水、登米の7駅があり、また機関車3両、客車7両、貨車30両があった。瀬峰と登米の運賃は並等で72銭、特等はその倍で、1日に5往復の列車が運行された。
築館線の敷設認可は1920年（大正9年）に下りた。水害や雪害、資材不足の影響で築館線の着工は危ぶまれたが強行して行われた。築館線の経路は軽便鉄道としては比較的長いトンネルの掘削を含んだ難工事であり、1923年（大正12年）7月22日に至って開通した。この日は運賃不要で乗車できたことから多くの人で列車が賑わったという。
仙北鉄道の利用者は開業後徐々に増えていったが、昭和の初めに、経済不況や自動車普及の影響で下降した。貨物については、米や麦、木材や木炭の発送に利用され、到着貨物は堆肥が多くを占め雑貨が少し含まれた。1934年（昭和9年）にはガソリンカーが導入され、快速快適という評判だった。1941年（昭和16年）に太平洋戦争が始まると人的にも物的にも制約が多くなり、鉄道運行に必要な燃料も逼迫した。省線では列車への旅客の乗車を制限しており、省線と連絡運輸を結んでいた仙北鉄道も乗車券の販売規制を求められた。
終戦後、台風が相次いで仙北鉄道を襲った。1948年（昭和23年）のアイオン台風によって築館線は大きなダメージを受けて、瀬峰と太沢の間は33日間、もしくは83日間運休し、太沢と築館の間は151日不通となり、自動車が代走した。また、1949年（昭和24年）にもキティ台風によって鉄道設備が損傷した。これらによって築館線は自動車への転換を検討されるようになり、築館町が公聴会を開くなどして鉄路の復旧、維持を希望したものの、仙北鉄道は自動車転換の方針を覆さず、最終的に築館線は廃止された。
築館線がなくなった後も登米線はしばらく存続した。1955年（昭和30年）には定員92名の2軸ボギー気動車が新造、投入された。駅は登米線開業以降、沼崎下、西郷、板倉、東佐沼、上沼、浅水、小島、浅部が加わって全部で14駅となっており、列車は1963年（昭和38年）の時点で12往復が運行されている状況だった。しかし仙北鉄道の鉄道事業は累積赤字の問題を抱えており、1965年（昭和40年）には登米線の存廃問題が表面化した。中田町町議会は登米線廃止に反対する決議をし、登米町や東和町もこれに続いて登米線廃止反対運動を行った。この時、廃止反対派と、仙北鉄道から名が変わった宮城バスの間を衆議院議員大石武一が取り持ち、バスなどによる代替交通の維持などが両者の間で確認され、最終的には登米線の廃止が決定された。こうして登米線は1968年（昭和43年）に約半世紀に渡った使命を終えてその幕を閉じた。

### 年表
- 1918年（大正7年）12月17日 登米軽便鉄道に対し登米線、瀬峰 - 登米間免許[15]
- 1919年（大正8年）
  - 3月31日 仙北鉄道設立（社長 荒井泰治）[16][17]
  - 4月1日 登米線着工
    - 鉄道には地元民から大きな期待がかけられており、地元から建設工事への協力や援助が多くあったほか、工事に楽隊が参加したり、工事の組ごとに一斗樽の景品付きの競争を取り入れたりと和やかな雰囲気で進行した。

  - 9月1日 築館線、築館 - 瀬峰間免許[18]
  - 12月17日 登米線工事認可
- 1921年（大正10年）
  - 7月5日 登米線、瀬峰 - 佐沼間開通[19]
  - 10月5日 登米線、佐沼 - 登米間開通[20]
  - 10月10日 - 12日 登米線開通式および開通祝賀会開催
    - 開業式は10月10日から12日まで3日間ぶっ続けで行われ、山車がねり歩き、数百発の打ち上げ花火が上げられるほどであったという。なお、このときに地元の有力者から吉野桜の苗木が多数寄付され、各駅に植えられた。
- 1922年（大正11年）7月6日 西郷駅新設[21]
- 1923年（大正12年）7月22日 築館線、瀬峰 - 築館間開通[22]
- 1925年（大正14年）9月25日 築館 - 金田村間免許[23]
- 1928年（昭和3年）4月19日 築館 - 金田村間免許を迫鉄道へ譲渡[注釈 16]（1931年9月16日失効）
- 1929年（昭和4年）11月3日 乗合自動車営業開始（佐沼 - 登米）
- 1934年（昭和9年）
  - 5月17日 ガソリン動力併用認可。（7月6日実施）[17]以後気動車の導入と駅の新設が進む。
  - 7月6日 沼崎下、板倉、浅部駅新設
- 1941年（昭和16年）9月1日 新生園前駅新設
- 1944年（昭和19年）10月31日 三陸自動車と合併
- 1945年（昭和20年）6月4日 金華山自動車、千葉自動車、松山人車軌道、大宮司自動車、千田自動車を吸収合併
- 1947年（昭和22年）
  - 7月1日 米谷浅水駅を米谷駅、水越駅を浅水駅に改称
  - 9月16日 カスリーン台風により佐沼 - 登米間・築館 - 太沢間で11日間不通
- 1948年（昭和23年）9月17日 アイオン台風被害により築館線不通（のち瀬峰 - 大沢間復旧）。
- 1949年（昭和24年）
  - 7月1日 塩釜交通営業開始（出資企業）
  - 10月10日 9月1日のキティ台風の襲来により築館線復旧断念、築館線休止、バスによる代行輸送[注釈 17]。
- 1950年（昭和25年）
  - 3月1日 築館線廃止、バス転換
  - 10月1日 東佐沼駅新設
- 1953年（昭和28年）6月24日 仙北石油設立（出資企業）[25]
- 1954年（昭和29年）9月18日 バス気仙沼営業所落成（現在のミヤコーバス気仙沼案内所）
- 1956年（昭和31年）4月16日 小島駅新設
- 1957年（昭和32年）7月14日 バス飯野川営業所落成（後のミヤコーバス飯野川駐在所、現在廃止）
- 1960年（昭和35年）5月1日 仙台鉄道に経営参加[2]
- 1692年（昭和37年） 塩釜交通、古川交通、仙台鉄道の三社が合併し、宮城バス株式会社となる[2]。
- 1964年（昭和39年）4月14日 仙北鉄道と宮城バスが合併、社名を宮城バスに改称[2]
- 1968年（昭和43年）3月25日 登米線廃止、バス転換[26]
- 1970年（昭和45年）10月1日 仙南交通、宮城中央バスと合併、宮城交通（初代）発足[27]

## 駅一覧

### 登米線
1968年頃

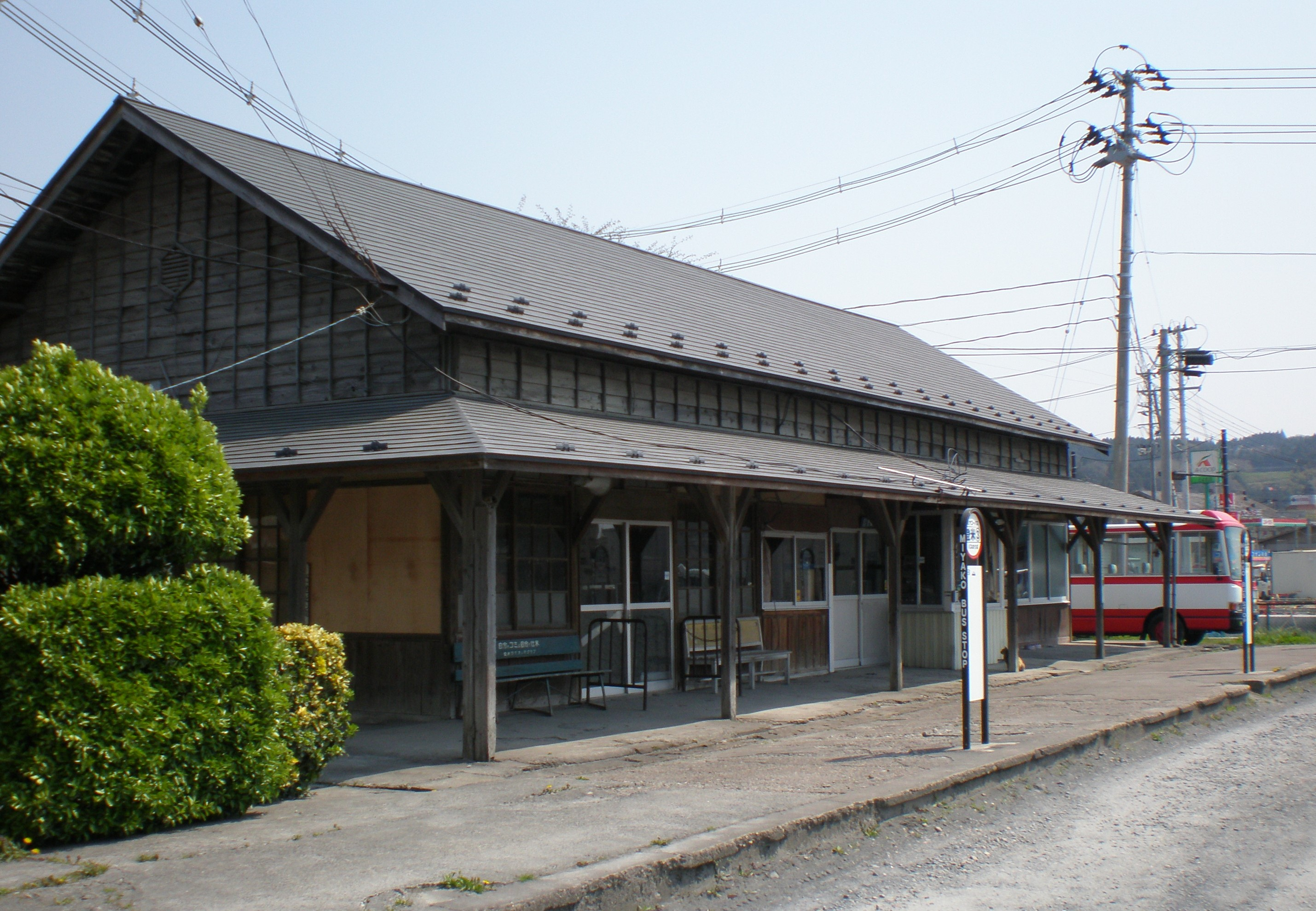
旧登米駅舎（2007年4月）

瀬峰 - 沼崎下 - 西郷 - 高石 - 板倉 - 佐沼 - 東佐沼 - 石森 - 上沼 - 浅水 - 米谷 - 小島 - 浅部 - 登米
- 瀬峰は東北本線瀬峰駅の東側にあり、東北本線の駅と跨線橋でつながった島式の旅客ホーム1本と、東北本線との間に貨物上屋付きの貨物ホーム1本があった。また、構内には車庫を併設しており、DL庫（2線）、気動車庫（2線）ともう1棟（2線）の車庫や数棟の管理棟や倉庫が建っており、小型のターンテーブルなどもあった。築館線廃止後のバスも旅客ホームから発着しており、バスが走行する部分は尾小屋鉄道小松駅のようにレールの間を板敷きにしていた[30]。
- 沼崎下はホーム1本と間口2間程度の木造の待合室があるだけの小駅。
- 西郷はホーム1本と間口3間程度の木造の待合室のほかに、機回し線と数棟ある農業倉庫用の引き込み線が1本あった。
- 高石は交換設備のある駅で、相対式にホーム2本にそれぞれ駅本屋と待合室があるほか、駅本屋側のホームに貨物用の側線・ホーム・貨物上屋があった。
- 高石、上沼というバス停があるが、関連施設は現存していない。
- 板倉はホーム1本と間口2間程度の木造の待合室があるだけの小駅。廃線後待合室が移築されてバス停の待合室に転用された。
- 佐沼はミヤコーバス佐沼営業所となる。駅舎は廃止後もバスターミナルとして残っていたが、1978年6月の宮城県沖地震で倒壊した。その後、プレハブ造りのバスターミナルが設置されたほか、周辺も区画整理されたため、痕跡はほとんど残っていない。
- 石森は、漫画家石ノ森章太郎の出身地である。
- 上沼は高石と似た交換設備のある駅で、相対式にホーム2本にそれぞれ駅本屋と待合室があるほか、駅本屋側のホームを切り欠く形で貨物用の側線・ホーム・貨物上屋があった。
- 米谷はスイッチバック構造で、駅本屋のあるホーム1本と短いホームのある機回し線、側線が2本と貨物ホーム・貨物上屋があった。廃線後に駅本屋が移築され、民家に転用された。建設時には長谷山（北緯38度42分6秒 東経141度16分57秒 / 北緯38.70167度 東経141.28250度）にトンネルを掘って抜けた北上川岸にスイッチバック式の駅を設置する案やスイッチバックとせずにカーブで通り抜ける案が検討されていたが、最終的には米谷市街から川を渡って500mほどの位置に盛土をしてスイッチバック式の駅を設けることとなった。
- 小島の待合室は廃線後バス停の待合室に転用された。
- 登米は、駅本屋のあるホーム1本と短いホームのある機回し線、貨物側線や貨物上屋、倉庫数棟があったほか、車庫が併設されており、3線の車庫棟や小型のターンテーブルなどがあった。廃線後も、一部は道路拡張に伴って解体されたものの、駅本屋駅舎が残りミヤコーバス登米駐在所となって、仙北鉄道の資料等も展示されていた。しかし、老朽化のため2007年12月17日より駅舎が解体され[31]、跡地にツルハドラッグ宮城登米店が建てられた。開業時には本社や機関庫、客車庫もあったが、1924年に瀬峰に移転している。一説には登米の水が機関車のボイラーに合わなかったためといわれている。
- 末期の有人駅は瀬峰、高石、佐沼、石森、上沼、米谷、登米の各駅で、その他は無人駅（停留所）だった。

### 築館線
1946年頃
瀬峰 - 藤里 - 新生園前 - 太沢 - 玉荻 - 築館
- 藤里駅跡には仙北鉄道藤里停留所跡の碑がある（他にも築館線跡の碑がある）。
- 太沢には貨物側線や線路班の施設があり、バス専用道となった後も道路保守の基地とされていたほか、ホーム、駅舎も残り待合室もそのまま使用されていた。廃線後に駅本屋や線路班詰所が民家に転用された。
- 築館駅跡は、ミヤコーバス築館営業所となった。

### 接続路線
事業者名等は廃止時点のもの。瀬峰線・築館線共通。
- 瀬峰駅：国鉄東北本線

## 車両
蒸気動力で開業したが、1934年からは旅客輸送にガソリンカーを導入。戦後はガソリンカーのディーゼル化と共に、ディーゼル機関車の導入を早くから進め、1953年に蒸気機関車を追放する無煙化と完全ディーゼル化を終えている。先進的かつ意欲的な措置であった。

### 蒸気機関車
C131, 132
C形、タンク式、1919年製。アメリカのポーター製機関車で建設工事から使用されていた13t機。元の番号は1, 2で価格はそれぞれ24,101.63円と24,097.37円。自重13.00t、軸距6'4"、シリンダ9×14"、動輪直径2'6"。入線後まもなくサイドタンクを前方へ延長、背面に炭庫を追加。廃車は1952年。
C133
C形、タンク式、1920年製。アメリカのポーター製機関車で開業に合わせて増備された11t機（価格23,710.96円）。元の番号は3。自重12.12t、軸距5'6"、シリンダ8×14"、動輪直径2'0"。C136と入替わりで1946年に廃車、日本硫黄沼尻鉄道部に譲渡されC121となり、その後1953年に廃車、DC122のベースとなった。
C134, 135
C形、タンク式、1923年製。アメリカのポーター製機関車で築館線開業に合わせて増備された13t機で、C131, 132とほぼ同型、主要寸法も同一であるが価格は19,304.98円とだいぶ安くなった。元の番号は4, 5。C135のみ1940年に岩崎レールで弁装置をスチンブンソン式からワルシャート式に改造している。仙北のポーター機はキャブが鉄と木を併用したものであったが、C135は鉄製キャブに改造された写真も残っている。廃車は1953年。
C156
C形、タンク式、1945年製。立山重工業製の15t機で、尾小屋鉄道3, 5と同系列の機関車である。戦時中の燃料不足に伴い1942年申請、1943年認可となった機関車であるが、鋼材の不足により完成が遅れた。廃車は1953年で、足回りをDC102に流用した。
C157
C形、タンク式、1930年製。雨宮製作所製機関車の15t機で、もと釜石製鉄所の152号機だったものを1947年に購入。外観は同じ雨宮製作所製の武利意森林鉄道21号（C形11t機）などと同じ系統のもので、自重15.24t、軸距1800mm、シリンダ260×360mm、使用圧力12.4kg/cm2。なお、この機関車が立山重工業のC形15t機シリーズのベースとなったため、C156と同系列ともいえる。廃車は1951年。
C158
C形、タンク式、C157と同時に釜石製鉄所から購入した15tのアウトサイドフレーム機で、釜石製鉄所の古老の話によれば仙北に譲渡した2両のうちの1両はドイツのハノーバー（ハノマーグ）製だったとのことであるが、仙北の記録では1932年雨宮製作所製で釜石製鉄所での旧番は4118となっており、しかも釜石製鉄所には4118という機関車は存在しないため、詳細は不明。廃車は1951年。なお、釜石鉱山鉄道にもC形15t、アウトサイドフレームのハノマーグ製機関車11-15号が存在していた。
のべ8両が在籍。アメリカのポーター社製機関車が5両を占めた。開業時に投入されたものと、戦中・戦後の燃料不足時に投入されたものに大別できる。番号は1941年に気動車・客車と同時に改番された。

### ディーゼル機関車
1950年以降の気動車のディーゼル化が良好な成績を収めたため、貨物列車牽引もディーゼル化することとなり、3両のディーゼル機関車が増備された。いずれも福島県の協三工業製である。客貨両用で運用され、仙北鉄道は急な勾配がないこともあり10両以上の編成の貨物列車も走っていた。
DB071型
機械式4段変速、2軸ロッド式、1951年製。仙北鉄道初のディーゼル機関車で、自重7t、L形の小形機。1953年に改造を施され、軸距の延長（1200mmを1700mmに）とキャブの拡張を行っている。エンジンは直列6気筒、排気量10.5Lの「日野DA55」（定格85PS/1200rpm、最大115PS/1800rpm）で全負荷時牽引力185t/31.8km/h。
DC102型
機械式4段変速、3軸ロッド式、1952年製。下回りにC156蒸気機関車の部品を流用したセミセンターキャブの10t機である。エンジンはDB071同様の日野DA55で、全負荷時牽引力222t/33.1km/h。
DC103型
機械式5段変速、3軸ロッド式、1953年製で価格は354万円。DC102と同じくセミセンターキャブの10t機であるが外観はスマートなものとなった。機関は「日野DA55S」(85PS)で、試運転では10‰の勾配で72tを16km/hで牽引した。
機関車のうち、DC103は1968年3月の廃線後に磐梯急行電鉄（沼尻鉄道）に譲渡されて営業運転に充てられたが、譲渡されてすぐの1968年10月には磐梯急行電鉄線が営業休止、翌年廃止となったため、廃車されている。

### 気動車
大正中期のバスやトラックの普及による輸送量の減少に対応するため、1933年10月に役員が十和田鉄道（現・十和田観光電鉄）の導入したガソリンカーの視察を行い、同年11月28日には3両のガソリンカーの購入を決定している。
ガソリンカーは1934年以後増備を重ね、旅客輸送の中心となっていった。気動車はいずれも機械式変速機（4段変速）装備。戦前には半鋼製ガソリンカーを5両投入したが、戦時中の燃料入手難によりキハ2401 - 2404は1948年以降、順次木炭ガス発生装置を搭載して代燃車となり、さらにキハ2404、2405は一時客車化された。
戦後は各車が動力車として復活したが、キハ403は再度客車化されている。その他のボギー車は1953年までにディーゼル機関に載せ替えられたほか、1955年には大型車のキハ2406を増備した。
キハ403を除き、通常、客車を牽引して走ることが多く、ラッシュ時には気動車2両、客車4両の6両の長大編成も走っていた（気動車を先頭と中間、もしくは両端に連結する。なお、中途で換装したディーゼルエンジンの一部は、自社で使用したバスの中古エンジンが流用されたという。
以下項目でのエンジン排気量は概算。出力は特に定格と記した場合を除きグロス最大値。
キハ2401, 2402
定員60人（座席30人）、全長10.6m、車体幅2.0m、自重10.3tの2軸ボギー車。1934年日本車輌製造東京支店製（価格12,900円）で同メーカーの栃尾鉄道キ7や十和田鉄道キハ103とは類似形式。当初キハ1, 2と称した。
車体は前面2枚窓、側面は窓扉配置1D7D1、両端に鋼板製の荷物台を備えるのが特徴で、この荷台の側面にはドアも付いている。
エンジンはアメリカ製の大型汎用ガソリンエンジン「ブダH298」（直列6気筒5.2L、38HP/1000rpm、80.5HP/2800rpm）であった。1948年3月に代燃化されたが、認可上では1951年にガソリンに戻っている。戦後2401は1951年、2402は1953年にディーゼル化され、大型トラック用の「いすゞDA45」（直列6気筒5.1L、55PS/1400rpm、最大90PS/2600rpm）となったが、さらに2402は「いすゞDA120P」（直列6気筒6.1L、75PS/1400rpm、最大125PS/2600rpm）に載替えられた。
台車は鋼材組立の菱枠式であり、うち動力台車は駆動軸の粘着力増加のため心皿中心をずらした「偏心式」である。当初は手ブレーキのみであったが、戦後の1956年と1957年に空気ブレーキを追加している。
キハ403
定員30人（座席18人）、全長6.6m（荷台なし）、車体幅2.0m、自重5.5t、片側1扉の4輪単車で河西鉄道キハ1と同シリーズ。1934年日本車輌東京支店製（価格7,000円）。当初キハ3と称した築館線用の小型レールカー。
車体は正面2枚窓、側面は窓扉配置5D1、のち車体両端に荷台を取り付けた。
エンジンは自動車用の「フォードB」（直列4気筒3.4L 39HP/1500rpm）、変速機は同じく自動車用の「フォードBB」で機関台枠は両軸支え式、機関の排気管を客室座席下に通して暖房としている。一旦代燃化されたが、再度ガソリン化されている。
戦後にキハ403と改番されたが、小型のためディーゼル化されず、1956年にエンジンを降ろして客車化されハフ403形となった。
キハ2404
定員70人（座席36人）、全長10.9m（荷台無し）・11.6m（荷台付）、車体幅2.0m、自重10.8tの2軸ボギー車。1935年日本車輛東京支店製。当初キハ4と称した。キハ1, 2に次いで増備された大型車（窓2個分車体を延長）。
前面は2枚窓、側面は窓扉配置が1D8D2で、車内の運転席横に手荷物置き場を確保する目的から、車体左右で扉位置が窓1個分ずつ食い違っているのが特徴である。当初は荷台なしで、仙北独自の自転車釣り装置を取付けていた（のちにキハ403, 2405にも取付）が、のちに車体片端に代燃装置搭載台を改造した荷台を取付け、その後再度荷台無しに戻った。
エンジンはキハ1, 2と同様「ブダH298」に「フラーMRU」変速機を組み合わせており、スロットル、点火時期、変速、逆転機（駆動台車側運転台のみ）はレバー式、クラッチはペダル式。また、機関の排気管を客室座席下に通して暖房としている。戦後1951年「いすゞDA45」換装でディーゼル化され、1960年に「いすゞDA120P」に載せ替えられた。
台車はキハ2401, 2402と同じの菱枠式（動台車は偏心式）。
キハ2405
定員70人（座席34人）、全長11.5m、車体幅2.01m、自重13tの2軸ボギー車。1941年新潟鐵工所製で価格は36,000円。当初キハ5と称した。
既に気動車の新製が原則不可能であった臨戦態勢の中、築館線近傍の棚倉、花山、砥沢などの鉱山関連での戦時需要に伴う輸送量増加に対応して特認を受け増備されたものである。日本国内向けとしては国鉄・私鉄を通じて戦前最末期の1941年に新製された最後の2両のうちの1両であり、戦前の軽便向け最大の気動車となった。
車体は窓上下の補強帯（ウインドシル・ウインドヘッダー）のない平滑で洗練された外見となっており、前面はキハ2404までと同じ2枚窓ながら、隅にRが付けられた。側面の窓扉配置はキハ2404と同じ1D8D2であった。車端の荷物台は設置されていない。
エンジンも戦前の軽便向け気動車としては最大クラスのアメリカ製ガソリン機関「ウォーケシャ6SRL」（直列6気筒6.9L、78HP/1500rpm、97HP/2000rpm、最大102HP/2400rpm）を搭載した。戦後にディーゼル化され、1951年からの「いすゞDA45」を経て、さらに1957年に「いすゞDA120」（6気筒6.1L、75PS/1400rpm、最大118PS/2600rpm）に再換装されている。
台車は菱枠式だが偏心式ではない。また、仙北鉄道で初めて当初から空気ブレーキを装備した。
キハ2406
全鋼製、定員92人、全長13.4m、車体幅2.01m、自重13.5tの2軸ボギー車。1955年東急車輛製で価格は550万円。
仙北鉄道が戦後唯一製造した気動車であり、軽便鉄道向けとしては日本国内最大の気動車である。出力・速度の向上とともに静かで乗り心地のよいことを主眼に設計された。
外観は前面Hゴム2枚窓の湘南型スタイル、窓扉配置dD7D1でバス窓装備という、当時のトレンドに沿ったモダンなデザインで、暖房効果の高い本格的な軽油燃焼式温風暖房装置「ウエバスト85HL5」を床下搭載したのもサービスアップであった。室内はデコラ化粧板張り、座席配置はセミクロスシートで、クロスシートとロングシートを点対称に併用した構造であり、ドア間7枚の窓の右から2、3枚目の箇所がボックスとなっていた（キハ2405まではロングシート車）。
既にディーゼル機関が普及してからの新造車であり、当初からディーゼルカーとして製作されている。エンジンはセンターアンダーフロアエンジンバス日野・ブルーリボン用の水平シリンダエンジン「DS22」（直列6気筒横型7.0L、70PS/1200rpm、最大125PS/2400rpm）で、ギヤ比は1速：5.983、2速：3.108、3速：1.723、4速：1.000（直結）、逆転機：3.813。
台車は東急独自の形式名「TS-401」を称する菱枠式だが、偏心構造ではない。当初より空気ブレーキを装備。
仙北鉄道に限らず、1940年代以降に保有車両形式を「2400番台」「1400番台」「400番台」に改称した鉄道は東北地方で何社か見られた。戦前に東北地方の私鉄を管轄していた仙台鉄道局が1941年12月に発した、軸数や出力、全長等によって車番を整理せよとする指令に伴うもので、仙台鉄道局を略した「仙鉄式記号」と呼ばれる。仙北鉄道では1951年に気動車、客車が改番されている。この（保有車両数の少ない中小私鉄にとっては必然性を欠く、いささか奇妙な）車番整理命令の名残が、東北の少なからぬ私鉄で戦後でも残っていたのである。
各社で「400番台」車が多かったのは、多数派である2軸ボギー車の場合1両あたり合計4軸となることに起因するものと見られるが、仙北では4輪2軸単車のキハ3についても「キハ403」と改称しており、その詳細な改称事情は窺い知ることはできない。
気動車のうち、キハ2401, 2402は1968年3月の廃線後に磐梯急行電鉄に譲渡されて営業運転に充てられたが、ほどなく1968年10月に磐梯急行電鉄線が営業休止、翌年廃止となったため廃車されている。なお、キハ2401は解体されず、個人に売却されたようである（以降の消息不明）。

### 客車
元々は蒸気機関車に牽引され、後には主として気動車に牽引されていた。すべて木造車で、元々オープンデッキであったものを側扉付きに改装したものが多い。これらのうち中下等合造車（ロハ）は1941年頃に下等（ハ）となりあわせて改番もされた模様。
開業時に合わせて1921年に用意された日本車輌製造の木造車のグループ。当初オープンデッキであったものをのちに側扉付きに改造。全長8.23m、全幅1.98m。
ハ1401（←ハ1←ロハ1）
自重4.34t、定員42人（座席30人）。当初の価格は4,801.31円。1941年に車内仕切撤去、1953年側扉設置・デッキ廃止。妻面貫通扉付。
ハニフ1402（←ハ2←ロハ2）
自重4.46t、定員26人（座席18人）。側扉設置・デッキ廃止後、1955年に中等室部を荷物室へ改造、コロ軸受化。
ニフ1405（←ハ5←ハ1）
自重4.4t、荷重3t。1954年側扉設置・デッキ廃止、客室を荷物室へ自社工場にて改造。緩急車代用としても使用された。
ハフ1406（←ハ6←ハ2）
自重4.27t、定員42人（座席30人）。当初の価格は4,596.51円。1949年富士産業にて手ブレーキを設置、1953年側扉設置・デッキ廃止。妻面貫通扉付。
ハ1407（→静岡鉄道駿遠線ホハ29→ハ29）（←ハ7←ハ3）
自重4.34t、定員42人（座席30人）、1954年譲渡。
ハ1408（→静岡鉄道駿遠線ホハ30→ハ30）（←ハ8←ハ4）
自重4.34t、定員42人（座席30人）、1954年譲渡。
ニフ1409（←ハ9←ハ5）
自重4.4t、荷重3t。1955年に自社工場にて荷物車化改造。
1922年に増備された雨宮製作所製の木造車のグループ。当初から密閉式デッキで丸妻。全長8.992m、全幅2.038m。
ハニフ1403（←ハ3←ロハ3）
自重4.06t、定員24人（座席16人）。当初の価格は4,680円。1951年に協三工業にて中等室を荷物室へ改造。1955年にコロ軸受化。
ハフ1410（←ハ10←ハ6）
自重3.89t、荷重3t。妻面貫通扉付。当初の価格は4,326.38円。
1925年に増備された丸山製作所製の木造車で、当初オープンデッキであったものをのちに側扉付きに改造した車両。全長8.687m、全幅2.038m。
ハニフ1404（←ハ4←ロハ4）
自重3.98t、定員28人（座席18人）。当初の価格は2,799.35円。1948年に3等車化、1957年コロ軸受化ののち、1950年には側扉設置・デッキ廃止、中等室を荷物室へ改造。
ハ1411（←ハ11←ハ7）
自重3.82t、定員42（座席24人）。当初の価格は2,699.35円。1948年に登米駅で火災で車体を全焼、国鉄盛岡工場で木造車体のまま復旧したため、各部の造りが国鉄式であった。妻面貫通扉付。
築館線用気動車キハ403を客車化
ハフ407（←キハ403←キハ3）
キハ403を1956年に客車化。エンジンを降ろしたのみで荷物台もついたままであった。

### 貨車
穀倉地帯を走る路線であることから米の輸送量が多く、これに対応して有蓋貨車を中心に48両の貨車が在籍しており、すべて木造の2軸車であった。
有蓋車
ワフ51-54
1920年日本車輌製、5t積み、自重2.12t、全長5.232m。建設工事時から使用されていた30両のうちの1形式。
ワフ65, 66
1922年雨宮製作所製、6t積み、自重2.74t、全長5.232m。
ワ61-611
1920年日本車輌製、6t積み、自重1.92t、全長5.232m。建設工事時から使用されていた30両のうちの1形式。
ワ612-617
1923年雨宮製作所製、6t積み、自重2.69t、全長5.232m。
ワ618-622
1941年岩崎レール商会製、6t積み、自重2.95t、全長5.18m。
ワ623-627
1941年岩崎レール商会製、6t積み、自重2.95t、全長5.26m。
ワ628
1920年日本車輌製、6t積み、自重2.5t、全長5.27m。建設工事時から使用されていた30両のうちの1形式。
無蓋車
トフ61-63
1920年日本車輌製、6t積み、自重1.63t、全長5.27m。建設工事時から使用されていた30両のうちの1形式。
ト61-69
1920年日本車輌製、6t積み、自重1.52t、全長5.27m。建設工事時から使用されていた30両のうちの1形式。
チ62, 62
1920年日本車輌製、6t積み、自重1.16t、全長5.185m。建設工事時から使用されていた30両のうちの1形式。

### その他
保線用モーターカー
1950年富正産業製のモーターカーを1952年に栗原電鉄から譲り受けたもの。4.5PSのエンジン付きで5人乗り。
国鉄より借用の蒸気機関車
1944年3月1日から5月24日まで国鉄から軽便蒸気機関車を1両借用した。詳細は不明であるがCタンク機であったという。

### 車両数の変遷
| 年度             | 機関車 | 機関車     | 動車     | 動車 | 動車       | 客車       | 客車 | 客車          | 客車   | 貨車 | 貨車 | 合計 | 備考        |
| 年度             | 蒸気   | ディーゼル | ガソリン | 木炭 | ディーゼル | 2・3等合造 | 3等  | 3等手荷物合造 | 手荷物 | 有蓋 | 無蓋 | 合計 | 備考        |
| ---------------- | ------ | ---------- | -------- | ---- | ---------- | ---------- | ---- | ------------- | ------ | ---- | ---- | ---- | ----------- |
| 1920（大正9）年  | 2      |            |          |      |            |            |      |               |        | 15   | 15   | 32   | [ 備考 1 ]  |
| 1921（大正10）年 | 3      |            |          |      |            | 2          | 5    |               |        | 15   | 15   | 40   | [ 備考 2 ]  |
| 1923（大正12）年 | 5      |            |          |      |            | 3          | 6    |               |        | 23   | 15   | 52   | [ 備考 3 ]  |
| 1925（大正14）年 | 5      |            |          |      |            | 4          | 7    |               |        | 23   | 15   | 54   | [ 備考 4 ]  |
| 1934（昭和9）年  | 5      |            | 3        |      |            | 4          | 7    |               |        | 23   | 15   | 57   | [ 備考 5 ]  |
| 1935（昭和10）年 | 5      |            | 4        |      |            | 4          | 7    |               |        | 23   | 15   | 58   |             |
| 1941（昭和16）年 | 5      |            | 5        |      |            | 4          | 7    |               |        | 28   | 20   | 69   | [ 備考 6 ]  |
| 1943（昭和18）年 | 5      |            | 3        | 2    |            |            | 11   |               |        | 28   | 20   | 69   | [ 備考 7 ]  |
| 1945（昭和20）年 | 8      |            | 3        | 2    |            |            | 11   |               |        | 28   | 20   | 72   | [ 備考 8 ]  |
| 1946（昭和21）年 | 7      |            | 3        | 2    |            |            | 11   |               |        | 28   | 20   | 71   | [ 備考 9 ]  |
| 1948（昭和23）年 | 7      |            | 2        | 3    |            |            | 11   |               |        | 28   | 20   | 71   | [ 備考 10 ] |
| 1950（昭和25）年 | 7      |            |          | 4    | 1          |            | 11   |               |        | 28   | 20   | 71   | [ 備考 11 ] |
| 1951（昭和26）年 | 3      | 1          | 1        | 1    | 3          |            | 10   | 1             |        | 28   | 20   | 68   | [ 備考 12 ] |
| 1952（昭和27）年 | 1      | 2          | 1        |      | 4          |            | 9    | 2             |        | 28   | 20   | 67   |             |
| 1953（昭和28）年 | 1      | 3          | 1        |      | 4          |            | 9    | 2             |        | 30   | 18   | 68   |             |
| 1954（昭和29）年 |        | 3          | 1        |      | 4          |            | 6    | 2             | 1      | 31   | 17   | 65   | [ 備考 13 ] |
| 1955（昭和30）年 |        | 3          | 1        |      | 5          |            | 4    | 3             | 2      | 31   | 17   | 66   |             |
| 1956（昭和31）年 |        | 3          |          |      | 5          |            | 5    | 3             | 2      | 33   | 15   | 66   |             |
| 1957（昭和32）年 |        | 3          |          |      | 5          |            | 5    | 3             | 2      | 33   | 15   | 66   |             |

1. ↑  建設工事のため新造
2. ↑  登米線開通
3. ↑  築館線開通
4. ↑  特別大演習のため客車増備
5. ↑  燃料費削減と速度向上、列車回数増加のためガソリンカー導入
6. ↑  軍需物資輸送のため貨車増備
7. ↑  ガソリン不足のためガソリンカーを木炭車に改造
8. ↑  軍需物資輸送のため蒸気機関車増備
9. ↑  終戦のため余剰機関車を沼尻鉄道に譲渡
10. ↑  燃料費削減のためガソリンカーを木炭車に改造
11. ↑  ディーゼル化計画が始められる
12. ↑  混合列車廃止のため手荷物合造車に改造始める
13. ↑  蒸気機関車全廃。客車2両を静岡鉄道に譲渡

- 『仙北鉄道社史』462頁より

## 関連会社
仙北石油株式会社
ガソリンスタンドを経営、直営会社として設立されて現存している。宮城交通の株式を3.6パーセント保有する6番目の株主である。宮城交通は仙北石油株式の一部を保有しているが、関連会社の扱いではなくなっている。
三陸貨物自動車株式会社
石巻陸運株式会社の営業権を、1953年に新会社を設立し譲渡を受けた。三陸貨物に社名変更して現存する。名鉄運輸グループに参加しているほか、宮城交通の持分法適用関連会社である。
県北自動車整備工業株式会社
出資会社から、1954年に直営会社に変更。現存しており、宮城交通→ミヤコーバスの車両整備を請け負うことがある。現在、宮城交通は、県北自動車整備工業の株式の一部を保有しているが、関連会社の扱いではなくなっている。なお、東日本急行が仙台 - 佐沼線を開業した際、当初は単独運行だったために佐沼での夜間滞泊場所として使用していたことがある。
塩釜交通株式会社
1948年設立。1958年、塩竈地区におけるバス路線強化のため出資して傘下へ入れている。仙塩線や七ヶ浜町へ路線を開業し、現在のミヤコーバス塩釜営業所の前身といえる。その後、1962年に仙北鉄道の主導で同じく傘下に入れた仙台鉄道、古川交通と合併して宮城バス（初代）となる。その宮城バスも仙北鉄道と合併して、宮城県内のバス会社再編をすることになる。
ボディカラーは桃色を下地に前面から窓回りと下部が赤、側面には白いラインと塩竈市が港町であることから、トビウオのエンブレムを付けていた

### その他
取締役だった都築智慧蔵（1910年 - 2001年、元・三陸自動車社長）は、後に宮城交通社長に就任するが、同時に宮城テレビ放送の初代社長も兼任（1970年 - 1972年）、その後は会長（1972年 - 1974年）となり、1976年に相談役を退任するまで関係していたが、仙北鉄道・宮城バスとの資本関係はない。現在、都築家は宮城交通・東日本急行の主要株主である。